# Облакулов, Бобурмирзо Саломович
Облакулов Бобурмирзо Саломович (узб. Oblakulov Boburmirzo Salomovich) — узбекский юрист, академик сферы юриспруденции, государственный деятель, хоким Самарканда (25 мая 2019)
В Самарканде в период правления Облакулова социально-экономические аспекты города выросла в разы. В это время был построен «Самарканд-сити», который является визитной картой страны для проведения международных конференций и саммитов.
Кроме того, в период управления Облакулова Самарканде был запущен широкомасштабный и единственный  международный аэропорт похожая на раскрытую книгу, символизирующий главный труд учёного Мирзо Улугбека «Зижи жадиди Курагоий» (Новая астрономическая таблица Курагони).
В этот же период в городе был открыт новый массив Карасув, который вместил 116 многоэтажных домов.

## Биография
Бобурмирзо Облакулов родился в 1972 году в Каттакурганском районе Самаркандской области.В 1995 году окончил Самаркандский государственный университет. До 2001 года работал помощником прокурора Самарканда. Работал в прокуратуре Самаркандской области, так же занимал должность прокурора Пастдаргомского и Акдарьинского районов Самаркандской области.С 2009 года работал в Генеральной прокуратуре Министерства внутренних дел. В 2016 году стал начальником отдела контроля за исполнением законодательства в области сельского хозяйства прокуратуры Самаркандской области.25 мая 2019 года был назначен хокимом на внеочередном заседании Самаркандского городского Совета народных депутатов.